# アトラス・エレクトロニーク

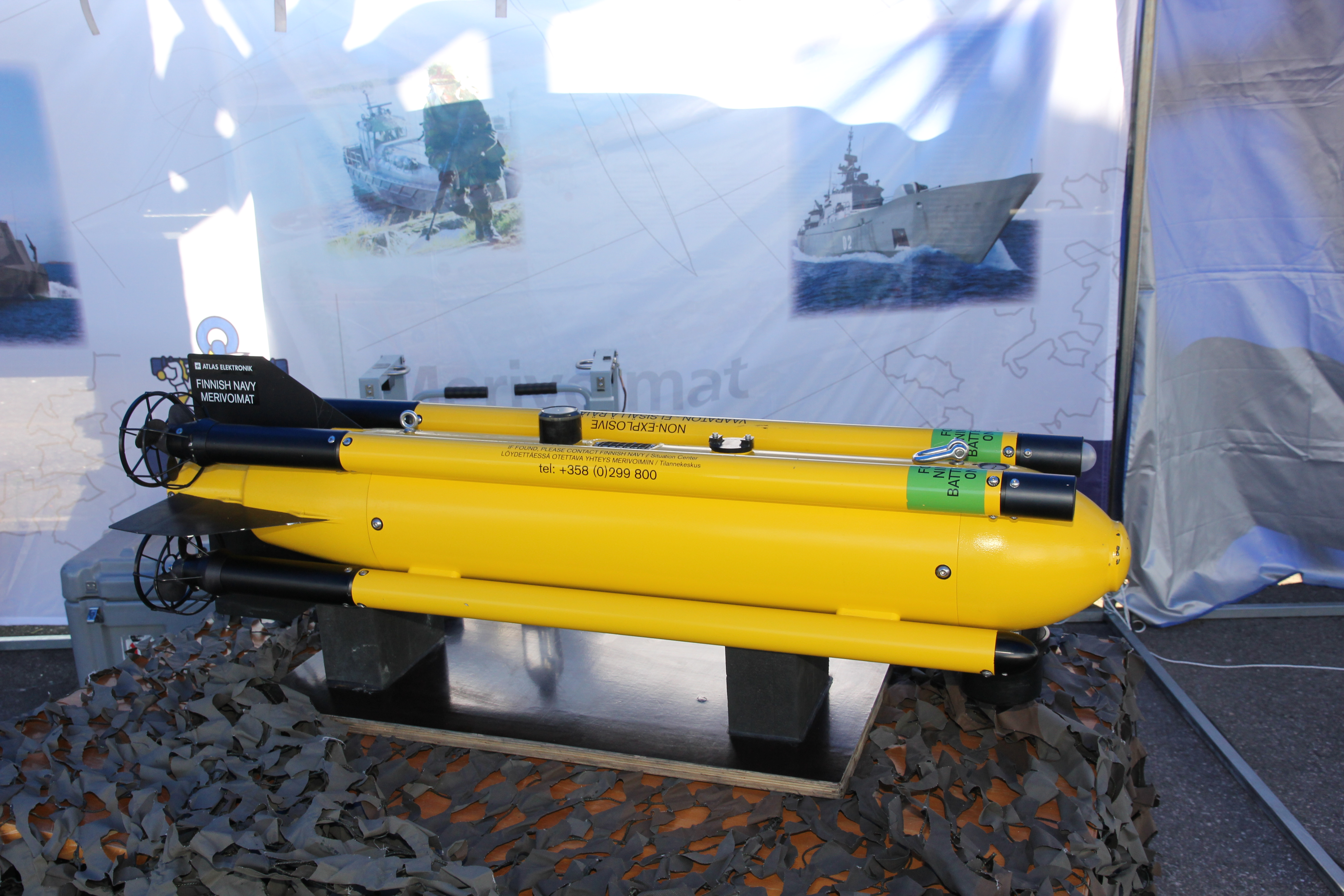
シーフォックス ROV

アトラス・エレクトロニーク (Atlas Elektronik) は、ドイツのブレーメンに拠点を置く海洋/軍事エレクトロニクス企業である。潜水艦用統合ソナーシステムや魚雷の開発を行っている。
2005年12月まではBAEシステムズの子会社であったが、ティッセンクルップおよびEADSに売却された。
アトラス・エレクトロニークは、2017年にティッセンクルップ・マリン・システムズの完全子会社になった。

## 歴史

### 創業期
1902年にノルトドイチェ・マシーネン・ウント・アーマトゥレンファブリーク (Norddeutsche Maschinen und Armaturenfabrik GmbH) として創業し、造船および海軍向けエンジニアリングサービスを手がけていた。1911年に社名をアトラス・ヴェルケ (Atlas Werke AG) に変更し、この名が現在まで残っている。
第一次世界大戦では、ドイツ帝国海軍のUボートを建造した。
戦後、ベルサイユ条約に基づき潜水艦の建造が禁止されたため、民生部門に注力することになり、会社の規模は縮小した。
ナチ党が権力を掌握すると、アトラス・ヴェルケはドイツ国防軍海軍への軍需品納入を引き受け、規模を拡大していった。主な製品に魚雷や掃海艇、 エニグマ暗号機などがある。

### 1945年以降
第二次世界大戦後、アトラスは再建された。再建の過程で造船部門やその他の事業部門は売却され、海洋/防衛エレクトロニクス専業となった。
1960年代始めから、何度も親会社が変わっている。1965年からはフリードリヒ・クルップの傘下となり、1991年にはブレーマー・フルカン造船所に売却された。さらに1992年には大手防衛エレクトロニクス企業の STN Systemtechnik Nord と合併し、STN アトラス・エレクトロニーク (STN Atlas Elektronik GmbH) となった。さらに5年後の1997年には、ラインメタル (51%) とBAEシステムズ (49%) の所有になった。
2003年にはSTN アトラスは分社化され、陸上システム部門はラインメタル傘下のラインメタル・ディフェンス・エレクトロニクスとなった。BAEシステムズは海上システム部門を傘下に収めたが、アトラス・エレクトロニークの社名は残った。

### ティッセンクルップへの売却

2017年までのロゴ

2005年、BAEシステムズはアトラス・エレクトロニークを売却する意向を示し、ティッセンクルップ/EADS、タレス・グループ、L-3 コミュニケーションズが買収に名乗りを上げた。同年12月30日にティッセンクルップ/EADSが1億45百万ユーロ (1億ポンド) を提示して落札し、ティッセンクルップが51%、EADSが49%の持ち分を保有することになった。
この入札は、ドイツ政府の承認が必要だったため複雑なものになった。 ファイナンシャル・タイムズは、フランス企業であるタレスが3億ユーロを提示したにもかかわらず、ドイツの国家安全保障上の理由から落札できず、半値以下の値下げ価格での落札となったと評した。
エアバス・ディフェンス・アンド・スペースは,2017年1月12日にアトラス・エレクトロニークの持ち分すべてをティッセンクルップに売却すると発表した。ティッセンクルップ・マリン・システムズとアトラス・エレクトロニークの合併は2017年4月3日に完了した。

## 製品
- 潜水艦システム
- 水上戦闘システム
- 機雷戦システム (機雷掃海用のシーフォックス ROVなど)
- 対潜水艦戦システム
- 海洋セキュリティシステム
- 無人艇
- 海軍向け兵器システム（DM2A4 (シーヘイク mod 4) 長魚雷など)
- 海洋通信システム